# Rang zi dan fei
Rang zi dan fei é um filme sino-honconguês de 2010, do gênero comédia de ação, dirigido por Jiang Wen. 
É o filme de maior bilheteria na China. Foi nomeado para o Prémio de Melhor Filme na edição de 2011 dos Golden Horse Film Festival and Awards e no 5º Asian Film Awards.